# Debra Marshall
Debra Gale Marshall (Tuscaloosa, 2 de março de 1960) é uma atriz estadunidense e ex-lutadora de wrestling profissional, manager e WWE Diva. Ela é mais conhecida pelo seu ring name Debra.
Ela é famosa pelas suas aparições na WWE (anteriormente World Wrestling Federation), entre 1998 e 2002. Antes de entrar para o wrestling, Debra participou de um concurso nos Estados Unidos, onde foi a vice-colocada da Miss Texas USA de 1984.
No wrestling, foi manager de Stone Cold Steve Austin, Ric Flair, Eddie Guerrero, Owen Hart, Jeff Jarrett, Dean Malenko, Steve McMichael, The Rock, Chyna e D'Lo Brown.

## Títulos e prêmios
- Pro Wrestling Illustrated
  - PWI Manager do Ano (1999)
  - PWI Mulher do Ano (1999)

- World Wrestling Federation
  - WWF Women's Championship (1 vez)